# エルアティジョ市

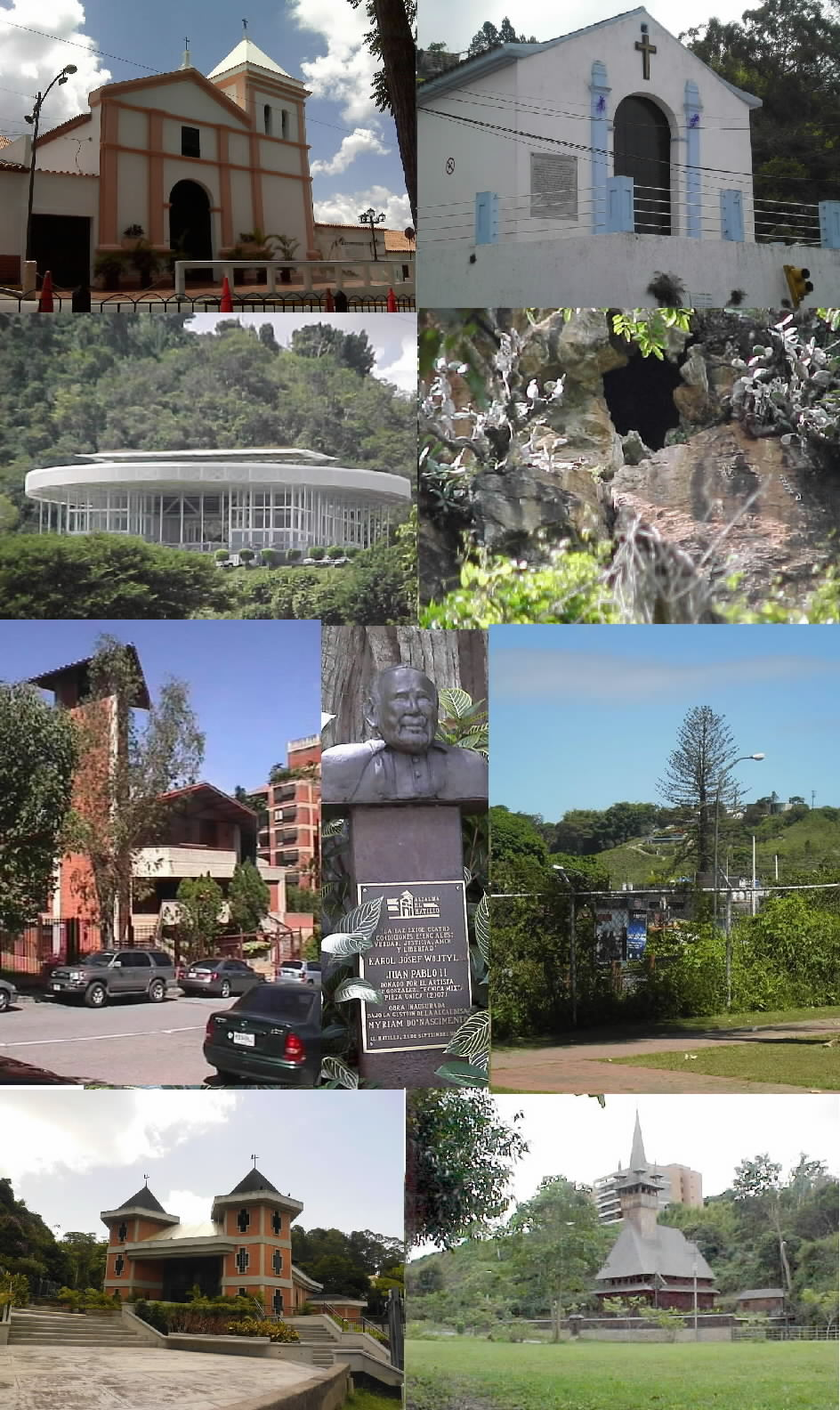
エルアティジョ市

エル・アティージョ（Municipio El Hatillo）は、ベネズエラのミランダ州にある自治体で、カラカスの南東部に位置する。カラカスの郊外住宅地だが、中心部には植民地時代の小さな町だった頃の様子が残っている。面積114km2、2001年統計の人口は5万4225人だが、市の公式サイトでは約9万としている。

ミランダ州におけるバルータの位置

## 地理
ミランダ州の北寄りにある山地・丘陵地の中にある。山は険しくないが起伏が多く、小さな川の谷沿いに平地がところどころある。西にはバルータと、北東でグアイレ川を隔ててスクレの各自治体に接する。南西では稜線を境にバルータと接し、南東にはパス・カスティージョに接する。
カラカス大都市地区を構成する5つの市の中で、もっとも外れにある。カラカスの中心とは丘陵地を縫って走る道路で連絡し、その方向に近い北西部に人口が偏る。

### 隣接する自治体
- バルータ
- スクレ
- パス・カスティージョ

## 歴史
バルータの郊外としてしだいに人口を増やし、1784年にバルータから分離した区となった。1895年11月に、世界で二番目の水力発電所がこの小さな町に作られた。1936年の人口は4976人、1961年の人口は5584人であった。

## 行政
2006年現在の市長は、アルフレード・カタラン (Alfredo Catalán) である。